# Aloe microstigma
Aloe microstigma Salm-Dyck es una especie de planta de los aloes. Es natural de Sudáfrica.

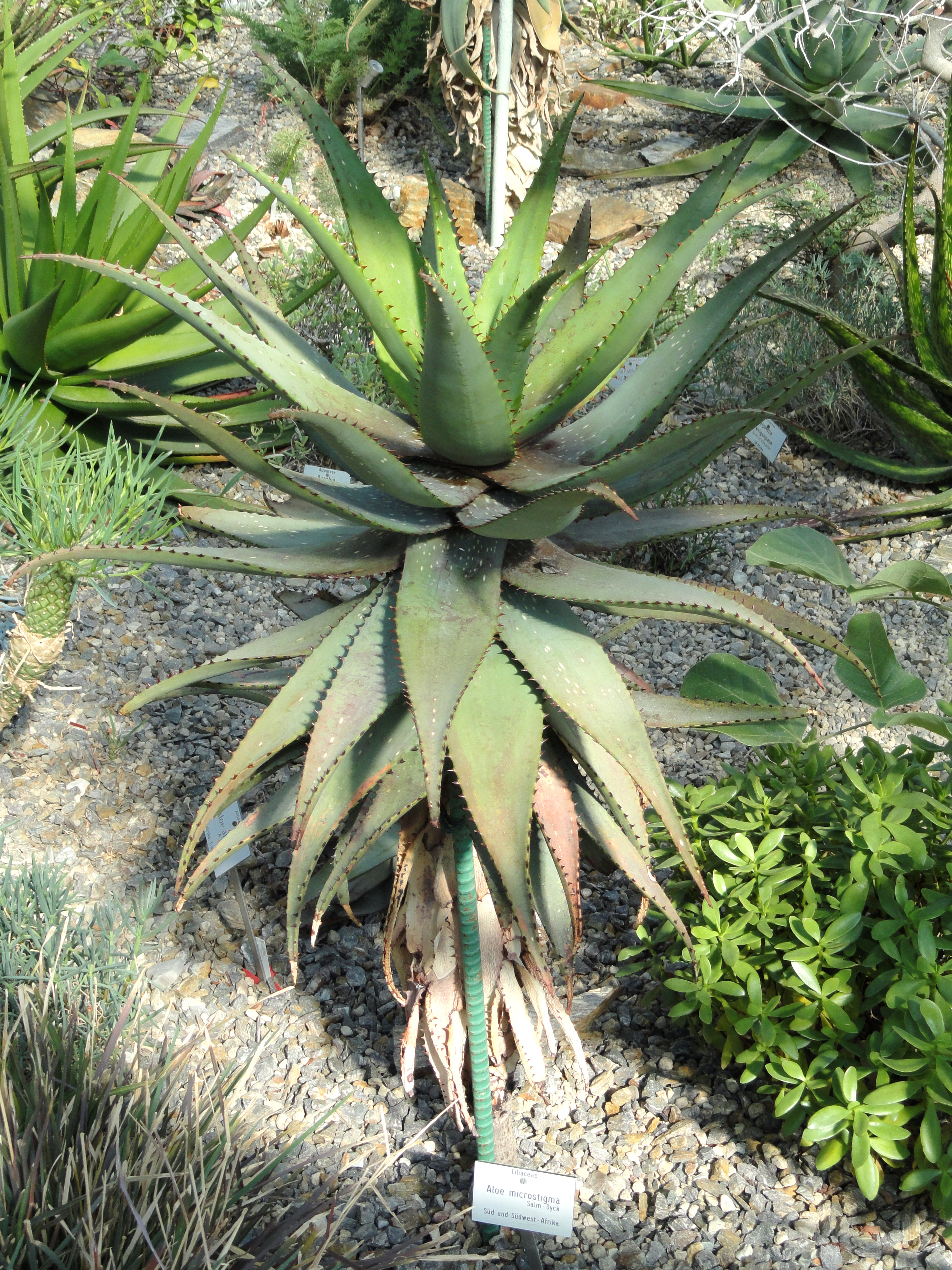
Detalle de la roseta

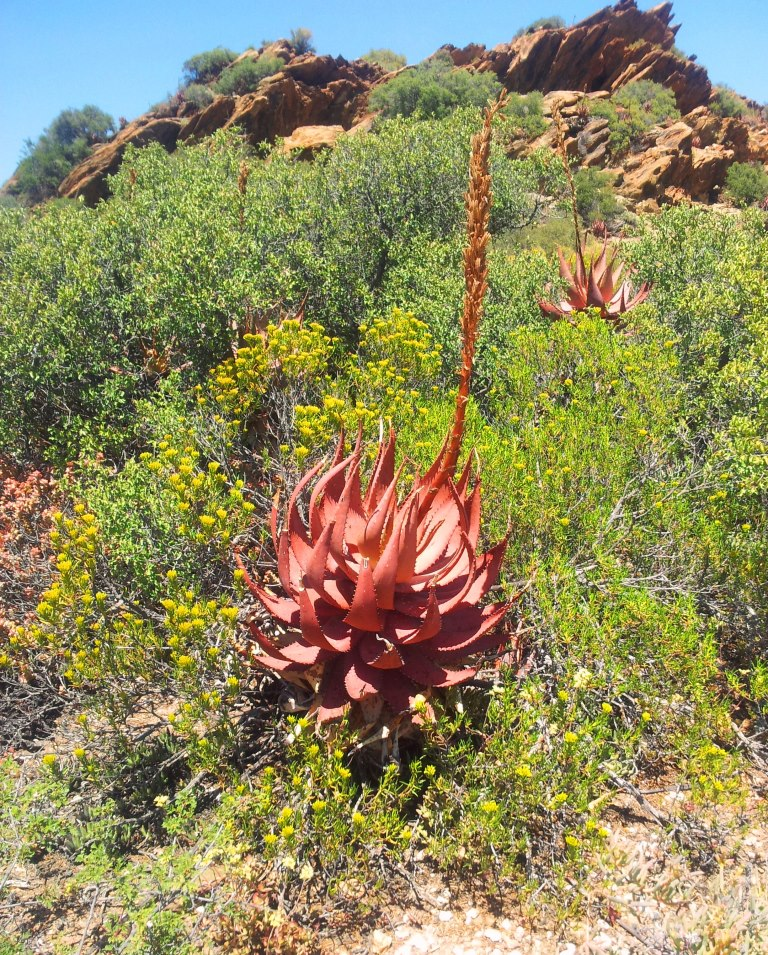
En su hábitat

## Descripción
Alcanzan una altura de unos 60 cm y usualmente crecen individualmente o en pequeños grupos. Las hojas se disponen en rosetas y son de color azul-verde, pero puede ser a su vez de color marrón rojizo si sufre de estrés ambiental.  Le aparecen manchas blancas en las hojas, que contrastan bien con los dientes de color rojizo a lo largo de los márgenes. La planta normalmente produce dos o tres inflorescencias al mismo tiempo  de mayo a julio.  Las inflorescencias (tallo en el que todas las flores nacen) alcanzan hasta 1 m de altura. Las flores son bicolores, con yemas de color rojo anaranjado, en algunos lugares, sin embargo, las yemas y flores abiertas pueden ser de manera uniforme de color rojo o amarillo. Aloe microstigma no se ve amenazada.

## Hábitat
Aloe microstigma es muy común y está ampliamente distribuida en el seco interior de los extremos occidental y oriental de la Provincia del Cabo.  Se encuentra en una amplia variedad de hábitats, en zonas abiertas llanas, empinadas laderas rocosas, o entre los arbustos. Las plantas se cultivan excepcionalmente bien y prefieren secos jardines.  Las plantas son tolerantes a la sequía, pero las flores son fácilmente dañadas por las heladas.

## Taxonomía
Aloe hereroensis fue descrita por Salm-Dyck y publicado en  Aloes Mesembr. 2: 26, en el año (1849).
Etimología
Ver: Aloe
microstigma: epíteto derivado de las palabras griegas: micro = "pequeño" y stigma = "punto", que hace referencia a sus hojas moteadas.
Variedades
- Aloe microstigma subsp. framesii (L.Bolus) Glen & D.S.Hardy
- Aloe microstigma subsp. microstigma[6][7][3]